# Nantilda
Nantilda, também conhecida como Nantilde (c. 610 – Landry, 642) foi rainha da Austrásia, Nêustria e Borgonha como a segunda esposa de Dagoberto I. Ela atuou como regente em nome do filho, Clóvis II, de 639 a 642.

## Família
Nantilda era de origem saxã, filha de Landegisel, um proprietário de terras da região de Limusino, hoje parte da Nova Aquitânia.

## Biografia

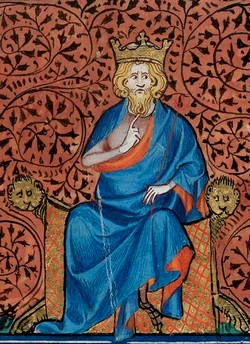
Representação de Dagoberto na obra Chroniques de France ou de St Denis do século XIV.

Segundo Fredegar, Nantilde era uma donzela dos quartos no palácio, por quem Dagoberto se interessou. Para se casar com ela, em 629, ele repudiou sua primeira esposa, Gomatruda, que era a irmã da madrasta de Dagoberto, e cujo casamento foi arranjado pelo seu pai, Clotário II, contra a vontade do filho. Dagoberto não teve filhos com Gomatruda.
Nantilda se casou com o rei em 629 ou em 630, e com ele teve um filho, o seu futuro sucessor na Nêustria e Borgonha, Clóvis II. Clóvis tinha um meio-irmão mais velho, Sigeberto III, que era filho da concubina Ragnetruda. Sigeberto veio a suceder o pai na Austrásia, e ficou conhecido como o primeiro "Rei Preguiçoso", pois, nessa época, o Mordomo do palácio detinha maior poder do que o próprio monarca.
Em 633, Nantilda e Dagoberto fundaram juntos a cidade de Hasnon. A rainha também fundou uma abadia em Saint-Maur-des-Fossés, em 638.
Após a morte do marido em janeiro de 639, a rainha tornou-se regente do reino durante a menoridade de Clóvis, ao lado de Aega, o Mordomo do palácio da Nêustria. Dagoberto, no seu leito de morte, tinha colocado a esposa sob a proteção de Aega. Seguindo os desejos do mordormo, a rainha regente ficou com apenas um terço do tesouro real para si, e dividiu o resto entre o filho e o enteado.
Aega era um oponente do poderoso contingente de nobres liderados por Burgundofaro (também conhecido como Santo Faro), o conde de Guînes e bispo de Meaux, cuja sede ficava localizada em Meaux. Quando Aega faleceu em 641, a rainha nomeou Erquinoaldo, um parente da mãe de Dagoberto, Haldetruda, como seu sucessor.
No ano seguinte, em 642, com o objetivo de reduzir a independência da Borgonha dentro do palácio, Nantilda arranjou o casamento da sobrinha, Ragnoberta, com Flaocado, além de ter orquestrado para que os magnatas e bispos da Borgonha o aclamassem Mordomo do palácio da Borgonha, em Orleães, no ano de 642. Por meio dessa aliança, ela garantiu a lealdade de Borgonha para Clóvis, e ainda enfraqueceu a influência de Sigeberto naquela região.
A rainha faleceu em 642, com aproxidamente 32 anos de idade, em Landry, na Borgonha (hoje em Saboia), onde morou por muito tempo. Ela foi enterrada na Basílica de Saint-Denis. É possível que Nantilda tenha sido envenenada ou secretamente assassinada, pois sua morte prematura deixou o seu filho vulnerável à influência da nobreza.

## Descendência
- Clóvis II (633 – outubro ou novembro de 657)[4] sucessor do pai na Nêustria e Borgonha. Foi casado com Batilda, com quem teve três filhos, os reis Clotário III, Quilderico II e Teodorico III;
- Regentruda, cujo nome aparece na fonte De Rebus Treverensibus sæculi VIII-X Libellus, mas sua existência é duvidosa. Segundo a mesma fonte, ela era casada, mas não se sabe o nome de seu suposto marido;[5]
- Irmina, cujo nome aparece na fonte De Rebus Treverensibus sæculi VIII-X Libellus, mas sua existência é duvidosa. Segundo a mesma fonte, ela era uma freira em Tréveris, na atual Alemanha;[6]
- Adela, cujo nome aparece na fonte De Rebus Treverensibus sæculi VIII-X Libellus, mas sua existência é duvidosa. Segundo a mesma fonte, ela fundou um mosteiro na cidade de Palciolum, no 12.º ano do reinado de Teodorico, onde se tornou a primeira abadessa.[7]